# 维沃讷
维沃讷（法語：Vivonne，法語發音：[vivɔn]），法国西部城市，新阿基坦大区维埃纳省的一个市镇，隶属于普瓦捷区，其市镇面积为41.16平方公里，2022年1月1日时人口数量为4,505人，在法国城市中排名第2,498位。
维沃讷位于维埃纳省中南部，沃讷河与克兰河交汇处，是一个区域性的中心城市，巴黎—波尔多铁路和多条公路在此交汇。

## 地名来源

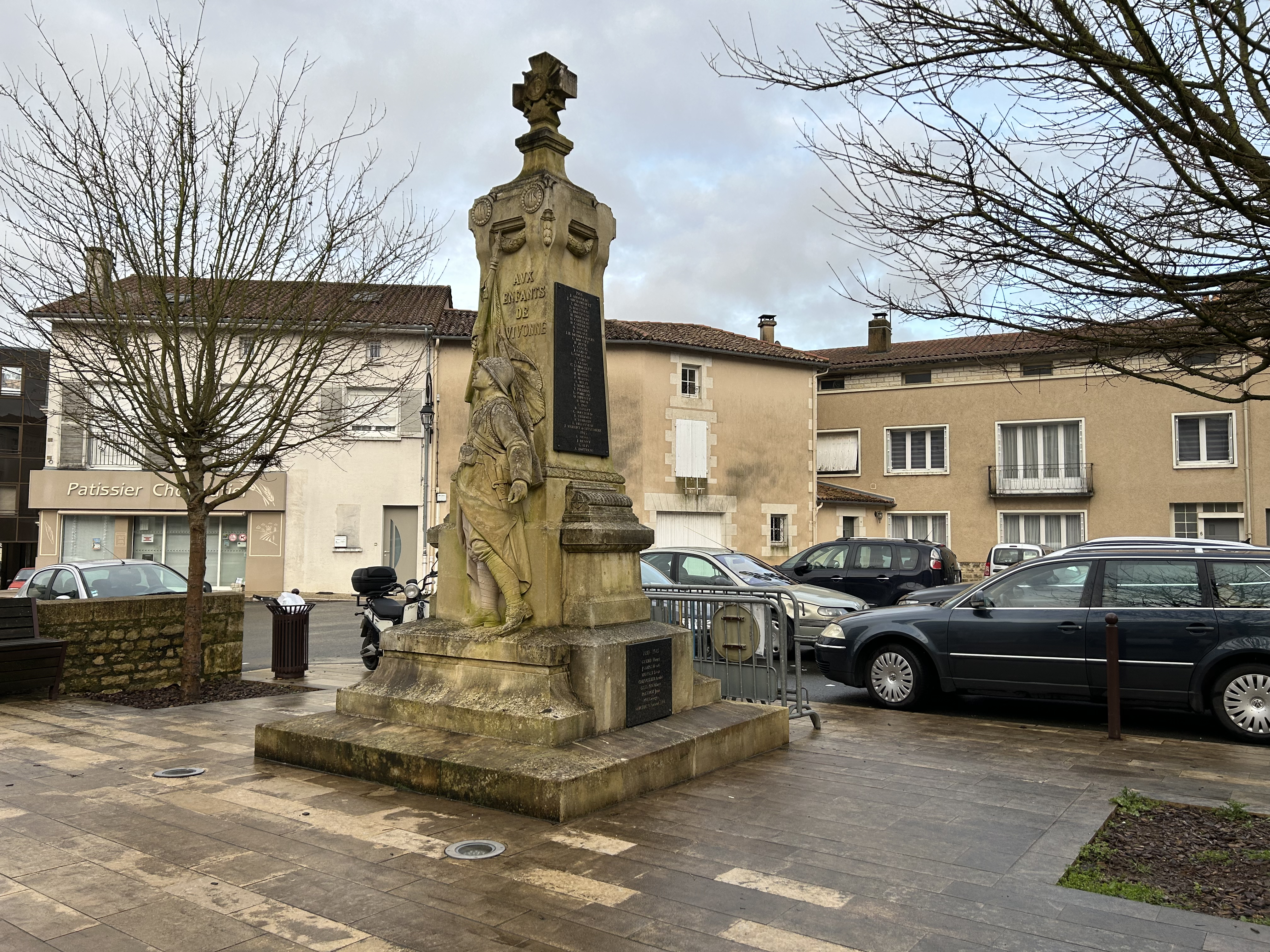
烈士纪念碑

根据当地官方网站的论述，维沃讷最初以“Uicus Uedonensis”的形式被记载，其中“Uedonesis”即今沃讷河，后者的名称出自高卢语，意为“森林河流”。1801年以前，当地的官方名称曾写作“Vivône”。

## 历史
维沃讷的早期历史尚不清楚。根据当地官方网站的论述，维沃讷早在旧石器时代就已出现人类活动，高卢-罗马时期连接普瓦捷和桑特之间的道路由此通过。中世纪初，维沃讷长期为罗什舒瓦尔·德莫尔特马尔家族的一处领地。9至10世纪时维沃讷被普瓦图执政者设立为一个行政中心，此后维沃讷逐渐形成商业集镇，至11世纪时当地已建成了一座城堡和三处教堂。根据当地民间传说，刺杀亨利四世的主犯弗朗索瓦·拉瓦亚克在维沃讷被擒获。法国大革命后，维沃讷成为维埃纳省的一个市镇。工业革命期间，途经维沃讷的巴黎—波尔多铁路分段建成通车，铁路交通的发展使得维沃讷成为该区域的商业中心，当地镇中心建成了集市大堂。二战时期，维沃讷的一处避难所于1940年6月21日遭到纳粹德军的轰炸，造成十余名士兵及民众身亡。2009年，普瓦捷-维沃讷监狱建成。
在行政区划方面，维沃讷在1997至2013年间曾为沃讷-克兰市镇公共社区的办公驻地。

## 地理

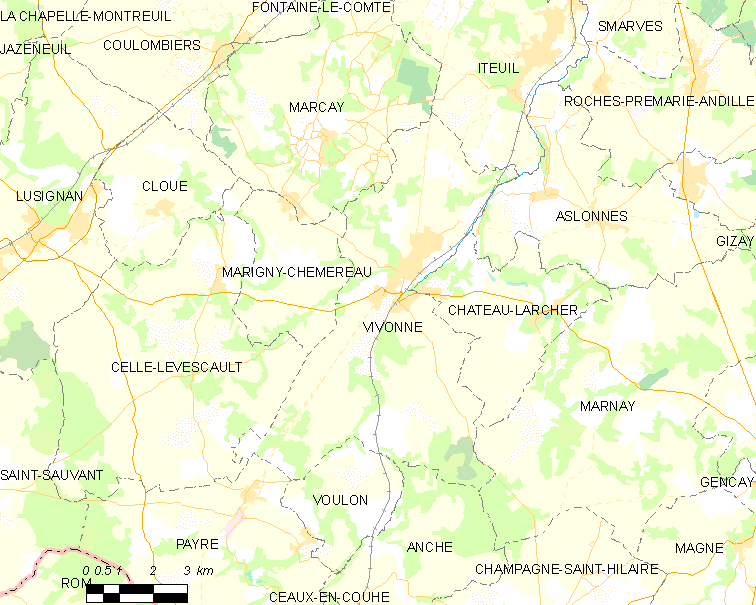
维沃讷市镇范围地图

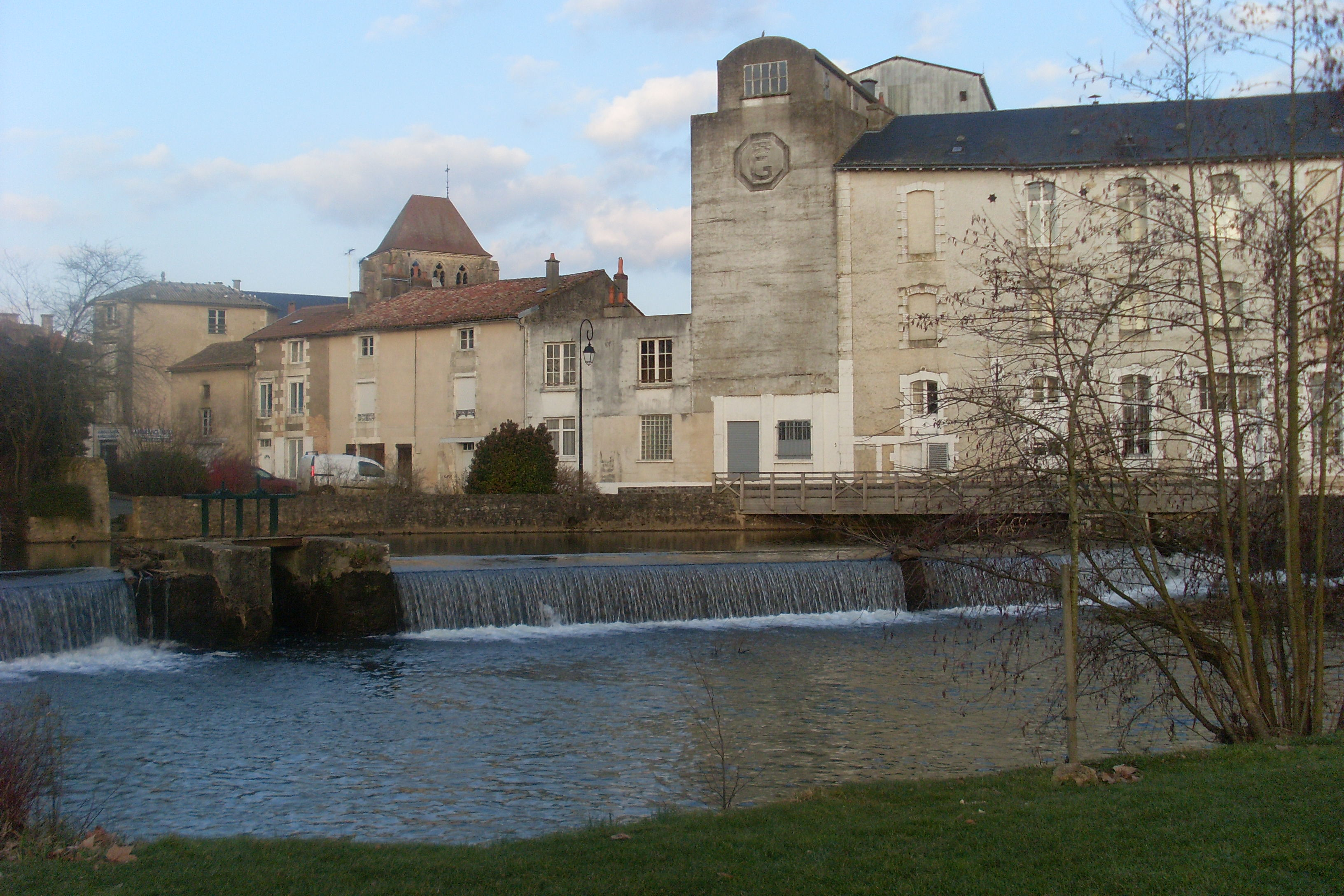
沃讷河维沃讷镇中心段

维沃讷位于法国西部，新阿基坦大区北部和维埃纳省中南部，距离省会普瓦捷大约22公里。与维沃讷接壤的市镇包括：阿洛讷、昂谢、拉尔谢堡、伊特伊、马里尼舍姆罗、马尔赛、马尔奈、塞勒莱韦斯科、普瓦图地区瓦朗斯和武隆。

### 地形
维沃讷位于普瓦图丘陵的北侧，吕西尼昂-武耶地区南部，其境内以平原和缓丘为主，市镇核心区域位于一处相对开阔的河谷内部，地势自河道向两侧抬升，部分区域起伏较为明显，全境海拔在81到149米之间。

### 水文
克兰河自南向北流经维沃讷市中心，其左岸支流沃讷河和帕莱河均在此与其交汇。

### 植被
维沃讷属于温带阔叶混交林区，林地广泛分布于河流附近。
在鲜花城市的评比中，维沃讷被评为2星级鲜花城市。

### 气候
维沃讷在柯本气候分类法中属于温带海洋性气候（Cfb）。
距离维沃讷最近的常年气象站位于吕西尼昂境内，以下为该气象站的数据（其中日照数据取自普瓦捷-比亚尔气象站）：
| 吕西尼昂 1981年－2019年 | 吕西尼昂 1981年－2019年 | 吕西尼昂 1981年－2019年 | 吕西尼昂 1981年－2019年 | 吕西尼昂 1981年－2019年 | 吕西尼昂 1981年－2019年 | 吕西尼昂 1981年－2019年 | 吕西尼昂 1981年－2019年 | 吕西尼昂 1981年－2019年 | 吕西尼昂 1981年－2019年 | 吕西尼昂 1981年－2019年 | 吕西尼昂 1981年－2019年 | 吕西尼昂 1981年－2019年 | 吕西尼昂 1981年－2019年 |
| 月份                    | 1月                     | 2月                     | 3月                     | 4月                     | 5月                     | 6月                     | 7月                     | 8月                     | 9月                     | 10月                    | 11月                    | 12月                    | 全年                    |
| ----------------------- | ----------------------- | ----------------------- | ----------------------- | ----------------------- | ----------------------- | ----------------------- | ----------------------- | ----------------------- | ----------------------- | ----------------------- | ----------------------- | ----------------------- | ----------------------- |
| 历史最高温 °C（°F）     | 17.1 (62.8)             | 23.6 (74.5)             | 24.3 (75.7)             | 28.7 (83.7)             | 32 (90)                 | 37.9 (100.2)            | 37.7 (99.9)             | 39.6 (103.3)            | 33.9 (93.0)             | 29.2 (84.6)             | 22.3 (72.1)             | 18.4 (65.1)             | 39.6 (103.3)            |
| 平均高温 °C（°F）       | 7.6 (45.7)              | 9 (48)                  | 12.5 (54.5)             | 15.1 (59.2)             | 19.1 (66.4)             | 22.9 (73.2)             | 25.6 (78.1)             | 25.5 (77.9)             | 22 (72)                 | 17.1 (62.8)             | 11.2 (52.2)             | 8 (46)                  | 16.3 (61.3)             |
| 日均气温 °C（°F）       | 4.7 (40.5)              | 5.4 (41.7)              | 8 (46)                  | 10.2 (50.4)             | 13.9 (57.0)             | 17.3 (63.1)             | 19.6 (67.3)             | 19.5 (67.1)             | 16.4 (61.5)             | 12.8 (55.0)             | 7.8 (46.0)              | 5.1 (41.2)              | 11.7 (53.1)             |
| 平均低温 °C（°F）       | 1.8 (35.2)              | 1.8 (35.2)              | 3.6 (38.5)              | 5.2 (41.4)              | 8.8 (47.8)              | 11.7 (53.1)             | 13.6 (56.5)             | 13.4 (56.1)             | 10.9 (51.6)             | 8.5 (47.3)              | 4.5 (40.1)              | 2.3 (36.1)              | 7.2 (45.0)              |
| 历史最低温 °C（°F）     | −17.5 (0.5)             | −12 (10)                | −11.1 (12.0)            | −4.1 (24.6)             | 0 (32)                  | 3.2 (37.8)              | 5.8 (42.4)              | 4 (39)                  | 1.4 (34.5)              | −3.7 (25.3)             | −7 (19)                 | −11.9 (10.6)            | −17.5 (0.5)             |
| 平均降水量 mm（）       | 82.2 (3.24)             | 59.3 (2.33)             | 59.8 (2.35)             | 67.7 (2.67)             | 67.6 (2.66)             | 58 (2.3)                | 51.5 (2.03)             | 50.6 (1.99)             | 59.8 (2.35)             | 88.3 (3.48)             | 86.5 (3.41)             | 86.4 (3.40)             | 817.7 (32.19)           |
| 月均日照時數            | 69.7                    | 96.1                    | 153.8                   | 174.6                   | 206.5                   | 232.9                   | 242.7                   | 241.8                   | 194.2                   | 128.8                   | 82.6                    | 65.2                    | 1,888.9                 |
| 来源：infoclimat.fr     |                         |                         |                         |                         |                         |                         |                         |                         |                         |                         |                         |                         |                         |

## 行政区划
维沃讷的市镇编号为86293，邮政编号为86370。
在行政管理方面，维沃讷隶属于法国新阿基坦大区维埃纳省普瓦捷区；在地方选举方面，维沃讷是维沃讷县的中央投票站所在地，其市镇范围全境被划入维埃纳省第二选区；在社会管理方面，维沃讷是克兰河谷市镇公共社区的组成部分。
截至2024年6月，维沃讷市镇范围内暂无任何城市敏感街区及城市政策优先街区。
法国国家统计与经济研究所（简称）在进行数据统计时，将维沃讷市镇单独设为维沃讷城市核心区（Unité urbaine de Vivonne），并将包括核心区在内的周边共91个市镇划为普瓦捷城市区。自2020年起，普瓦捷城市区被包含97个市镇的普瓦捷城市辐射区代替。此外，还将维沃讷市镇整体看作一个“块区”（IRIS），以便于统计人口分布情况。

## 交通

### 公路
法国国道N10线和维埃纳省省道D4线、D27线、D31线、D145线和D742线在维沃讷境内交汇。新阿基坦大区下属的维埃纳省城际客运126线经停维沃讷，可通往普瓦捷、拉尔谢堡、绍奈等地。
| 30 | 17 |

| 普瓦捷 | 22 |

| 吕西尼昂 | 12 |

| 让赛 | 15 |

2020年，79.8%的维沃讷家庭拥有至少一辆私人汽车。2021年，维沃讷境内共发生各类交通事故2起，造成1人遇难，2人受伤，其中1人重伤。

### 铁路

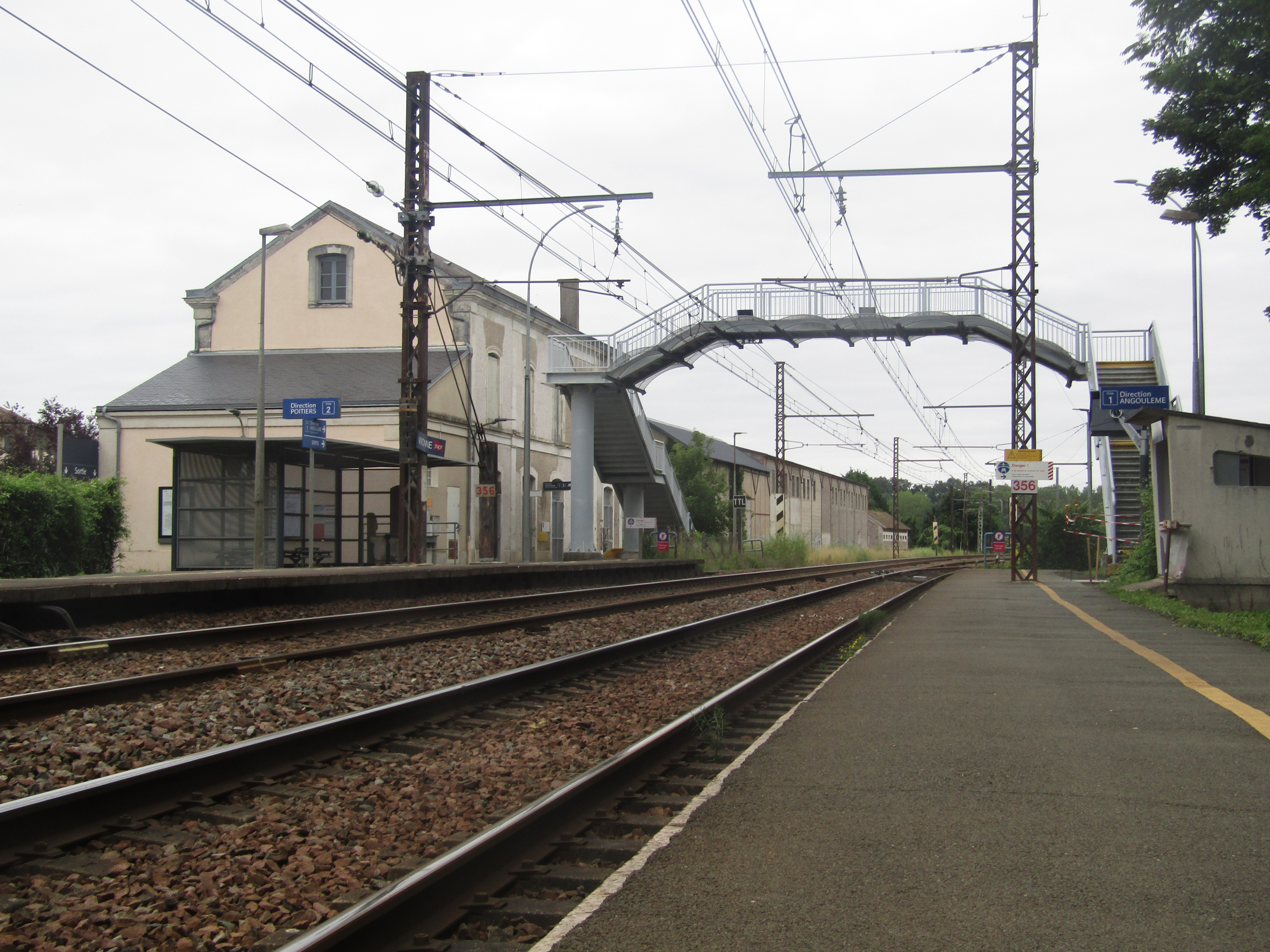
维沃讷火车站的站台及轨道

维沃讷位于巴黎—波尔多铁路上。维沃讷站位于维沃讷镇中心东侧，该站停靠往返于普瓦捷和昂古莱姆一线的区域列车，部分班次可直通沙泰勒罗。

### 航空
维沃讷距离普瓦捷机场的公路里程大约21公里。

### 城市公共交通
截至2024年6月，维沃讷暂无城市公共交通系统。

## 政治

### 市政内阁

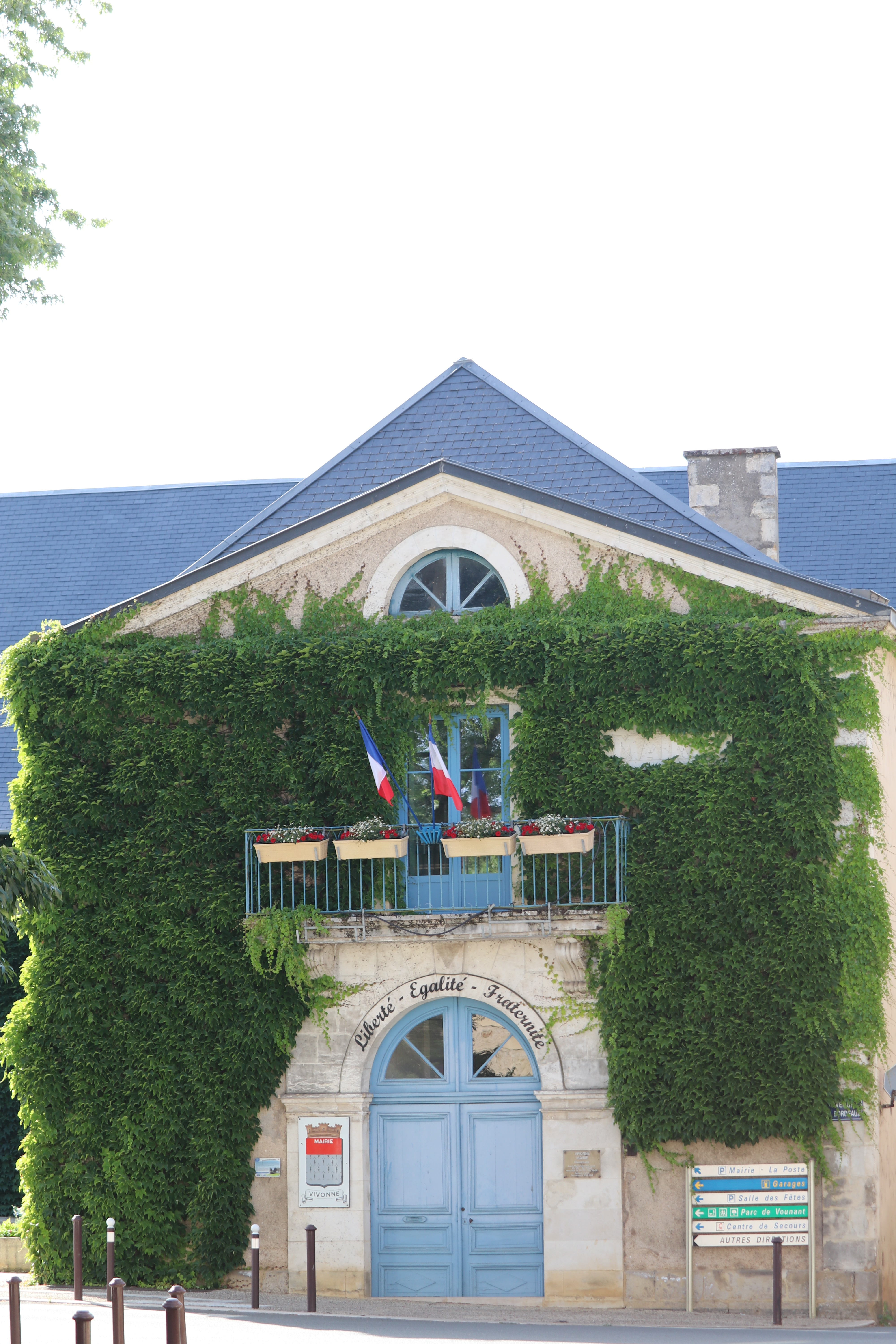
维沃讷市政厅

维沃讷的现任市长为罗丝-玛丽·贝尔托女士（Rose-Marie BERTAUD），她是共和党的一名成员，在2020年的市政选举中获得了51.20%的支持率。
| 维沃讷历届市长              | 维沃讷历届市长                                                         | 维沃讷历届市长    |
| 任期                        | 市长                                                                   | 党派              |
| --------------------------- | ---------------------------------------------------------------------- | ----------------- |
| 1943年－1947年              | François Tillette DE CLERMONT-TONNERRE 弗朗索瓦·蒂耶特·德克莱蒙-托内尔 | 不详              |
| 1947年－1953年              | Auguste GAUTREAU 奥古斯特·戈特罗                                       | 不详              |
| 1953年－1965年              | François Tillette DE CLERMONT-TONNERRE 弗朗索瓦·蒂耶特·德克莱蒙-托内尔 | 不详              |
| 1965年－1971年              | Jean VERGNON 让·韦尔尼翁                                               | DVD右翼无党派人士 |
| 1971年－1977年              | Marcel PAINEAU 马塞尔·佩诺                                             | 不详              |
| (1977年－1983年间资料暂缺） |                                                                        |                   |
| 1983年－1995年              | Marcel PAINEAU 马塞尔·佩诺                                             | 不详              |
| 1995年－2001年              | Robert GEAY 罗贝尔·热艾                                                | DVD右翼无党派人士 |
| 2001年－2020年              | Maurice RAMBLIÈRE 莫里斯·朗布利埃                                      | DVD右翼无党派人士 |
| 2020年－                    | Rose-Marie BERTAUD 罗丝-玛丽·贝尔托                                    | LR共和黨          |

### 各级选举
| 维沃讷历届投票选举结果 | 维沃讷历届投票选举结果 | 维沃讷历届投票选举结果 | 维沃讷历届投票选举结果 | 维沃讷历届投票选举结果         | 维沃讷历届投票选举结果 | 维沃讷历届投票选举结果 | 维沃讷历届投票选举结果         | 维沃讷历届投票选举结果 | 维沃讷历届投票选举结果 |
| 选举项目               | 选举范围               | 选区单位               | 选区单位内的选举结果   | 选区单位内的选举结果           | 选区单位内的选举结果   | 选区单位内的选举结果   | 选区单位内的选举结果           | 选区单位内的选举结果   | 参考资料               |
| 选举项目               | 选举范围               | 选区单位               | 第一轮胜出者           | 第一轮胜出者                   | 支持率                 | 第二轮胜出者           | 第二轮胜出者                   | 支持率                 | 参考资料               |
| ---------------------- | ---------------------- | ---------------------- | ---------------------- | ------------------------------ | ---------------------- | ---------------------- | ------------------------------ | ---------------------- | ---------------------- |
| 2017年法國總統選舉     | 法國                   | 市镇                   |                        | 埃马纽埃尔·马克龙              | 26.73%                 |                        | 埃马纽埃尔·马克龙              | 70.24%                 | [ 26 ]                 |
| 2017年法国立法选举     | 维埃纳省第二选区       | 市镇                   |                        | 萨莎·乌利耶                    | 39.73%                 |                        | 萨莎·乌利耶                    | 61.82%                 | [ 26 ]                 |
| 2019年欧洲议会选举     | 法國                   | 市镇                   |                        | 纳塔莉·卢瓦索                  | 22.75%                 | （不适用）             | （不适用）                     | （不适用）             | [ 28 ]                 |
| 2021年法国省级选举     | 维埃纳省               | 县                     |                        | 吉尔贝·博雅诺 罗丝-玛丽·贝尔托 | 42.04%                 |                        | 吉尔贝·博雅诺 罗丝-玛丽·贝尔托 | 52.11%                 | [ 29 ] [ 30 ]          |
| 2021年法国省级选举     | 维埃纳省               | 市镇                   |                        | 吉尔贝·博雅诺 罗丝-玛丽·贝尔托 | 55.2%                  |                        | 吉尔贝·博雅诺 罗丝-玛丽·贝尔托 | 65.56%                 | [ 29 ] [ 30 ]          |
| 2021年法国大区选举     |                        | 市镇                   |                        | 阿兰·鲁塞                      | 23.54%                 |                        | 阿兰·鲁塞                      | 33.3%                  | [ 31 ]                 |
| 2022年法国总统选举     | 法國                   | 市镇                   |                        | 埃马纽埃尔·马克龙              | 32.48%                 |                        | 埃马纽埃尔·马克龙              | 61.23%                 | [ 26 ]                 |
| 2022年法国立法选举     | 维埃纳省第二选区       | 市镇                   |                        | 萨莎·乌利耶                    | 38.66%                 |                        | 萨莎·乌利耶                    | 56.24%                 | [ 26 ]                 |
| 2024年欧洲议会选举     | 法國                   | 市镇                   |                        | 若尔丹·巴尔代拉                | 28.74%                 | （不适用）             | （不适用）                     | （不适用）             | [ 26 ]                 |

## 人口
2021年，维沃讷市镇人口数量为4,468，在法国排名第2,498位。其中男性2,463人，女性1,974人，75岁及以上人口占7.7%，外籍人口数量为172人，人口密度为109人/平方公里，当地居民被称为（男性）或（女性）。2022年，维沃讷境内出生30人，死亡人口48人。
| 维沃讷1901年－2021年人口变化情况 |
|                                  |
| 数据来源：Cassini、INSEE         |

## 经济

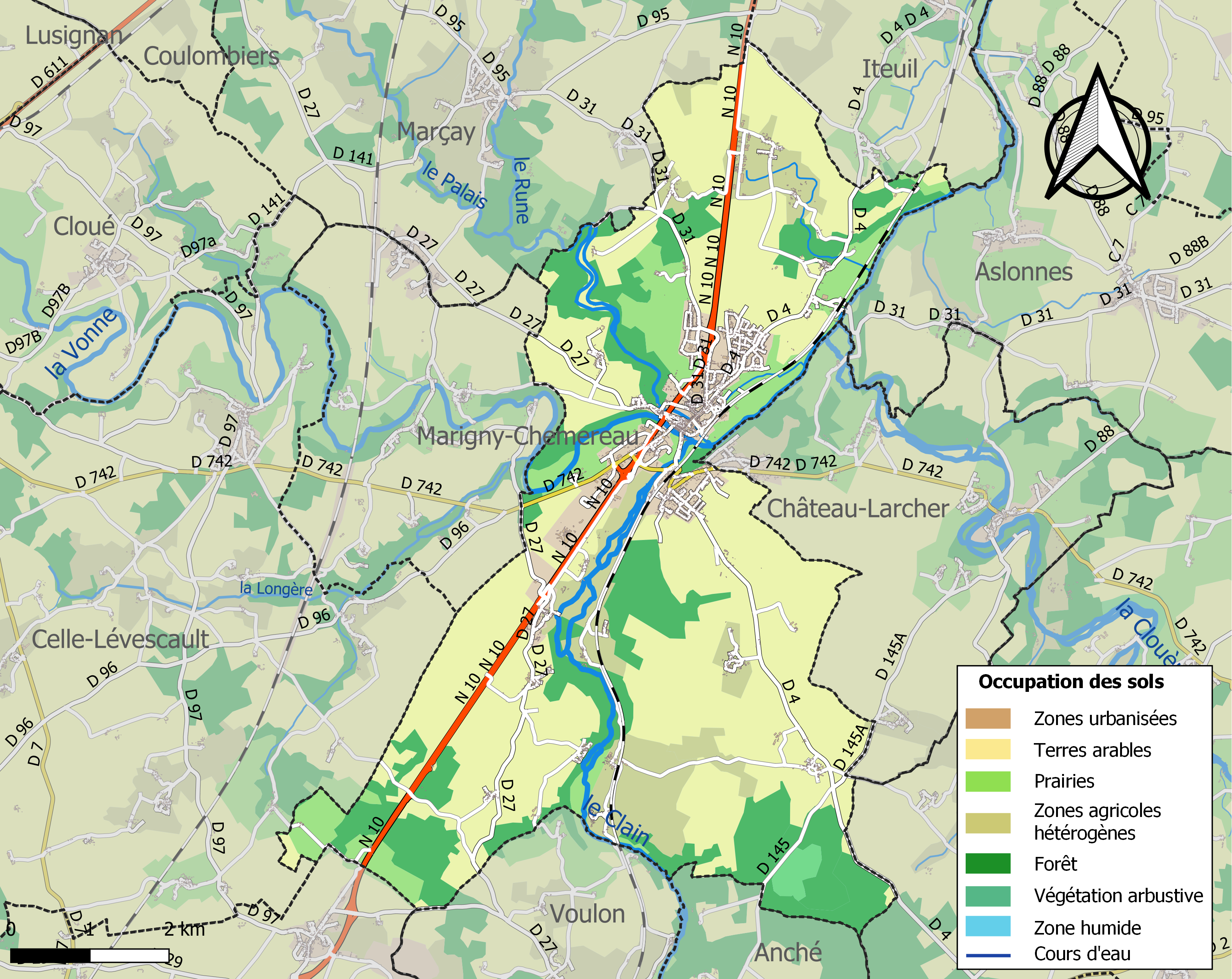
维沃讷土地利用情况地图

维沃讷是一个区域性的中心城市。截至2024年6月，维沃讷市镇范围内共有各类用人单位（包含自雇）630家，平均历史为15年，其中99.35%为中小型企业（PME），2024年4月至6月间，当地的经济活力指数为0。（文化产业）、（文化产业）及（城际公路物流）是当地2022年营业额最高的三个企业，分别为2,942,704欧元、2,225,250欧元和2,115,299欧元。

## 财政与居民收入
2022年，维沃讷的财政收入总额为4,074,460欧元，财政支出总额为3,597,360欧元，当年的债务总额为2,780,190欧元。2022年，维沃讷市镇通过增值税获得219,270欧元的收入，此外当地还共获得了144,640欧元的国家直接财政补助。
| 维沃讷居民收入情况                               | 维沃讷居民收入情况 | 维沃讷居民收入情况    | 维沃讷居民收入情况 |
| 内容                                             | 维沃讷             | 法国                  | 统计年份           |
| ------------------------------------------------ | ------------------ | --------------------- | ------------------ |
| 征税家庭总数                                     | 1,668              | 1,081（法国市镇平均） | 2022年             |
| 居民平均月收入                                   | 2,069欧元          | 2,435欧元             | 2022年             |
| 高级职员人均月收入                               | 3,444欧元          | 4,331欧元             | 2021年             |
| 中级职员人均月收入                               | 2,250欧元          | 2,470欧元             | 2021年             |
| 普通职员人均月收入                               | 1,729欧元          | 1,801欧元             | 2021年             |
| 贫困率                                           | 10%                | 14.5%                 | 2020年             |
| 青壮年（15至64岁）失业率                         | 9.3%               | 7.4%                  | 2020年             |
| 征税家庭数量占比                                 | 40.3%              | 45.5%                 | 2020年             |
| 家庭年均纳税                                     | 2,485欧元          | 4,393欧元             | 2022年             |
| 资料来源：INSEE、L'Internaute、Le Journal du Net |                    |                       |                    |

## 社会事务

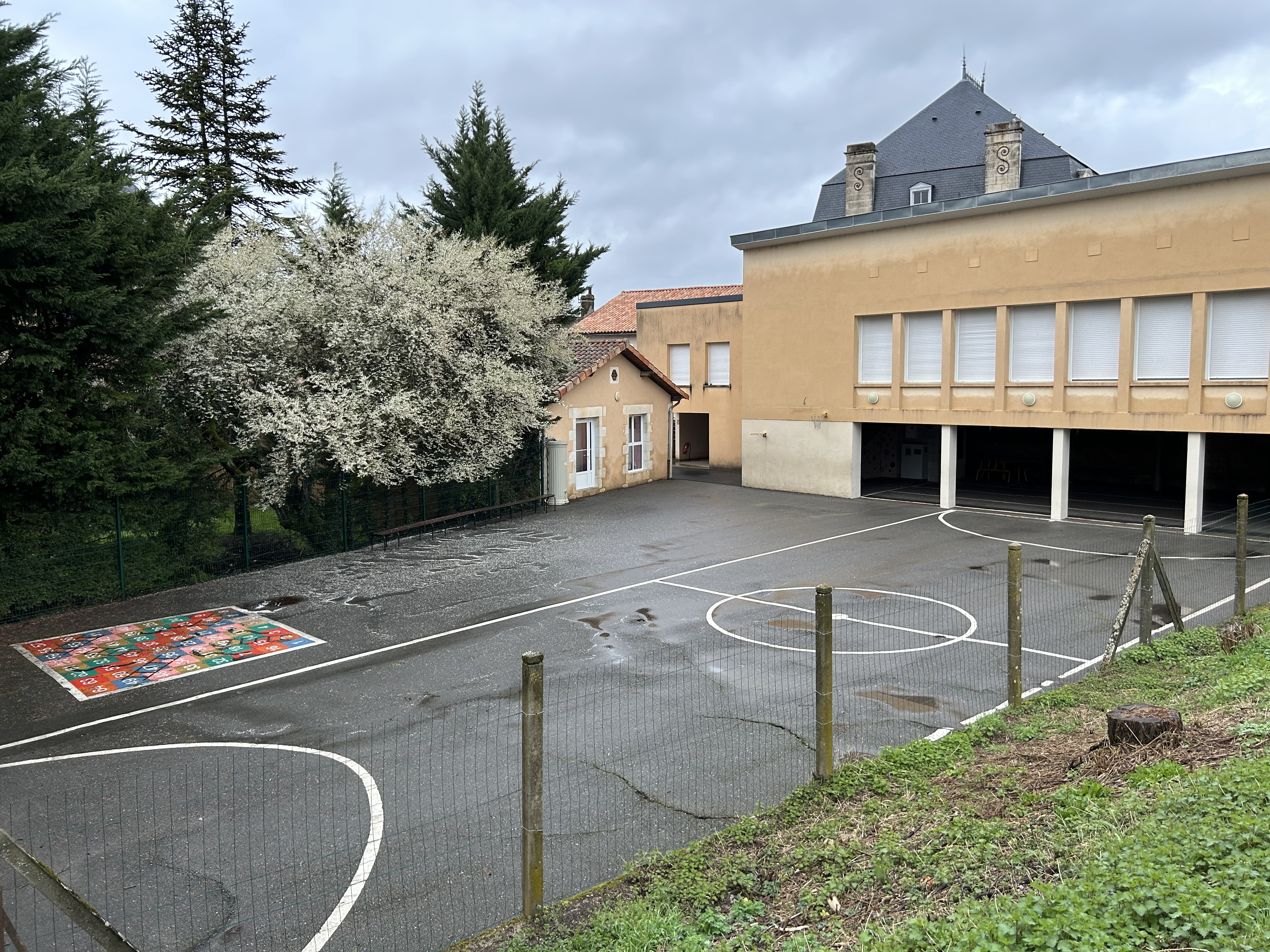
维沃讷的一所小学

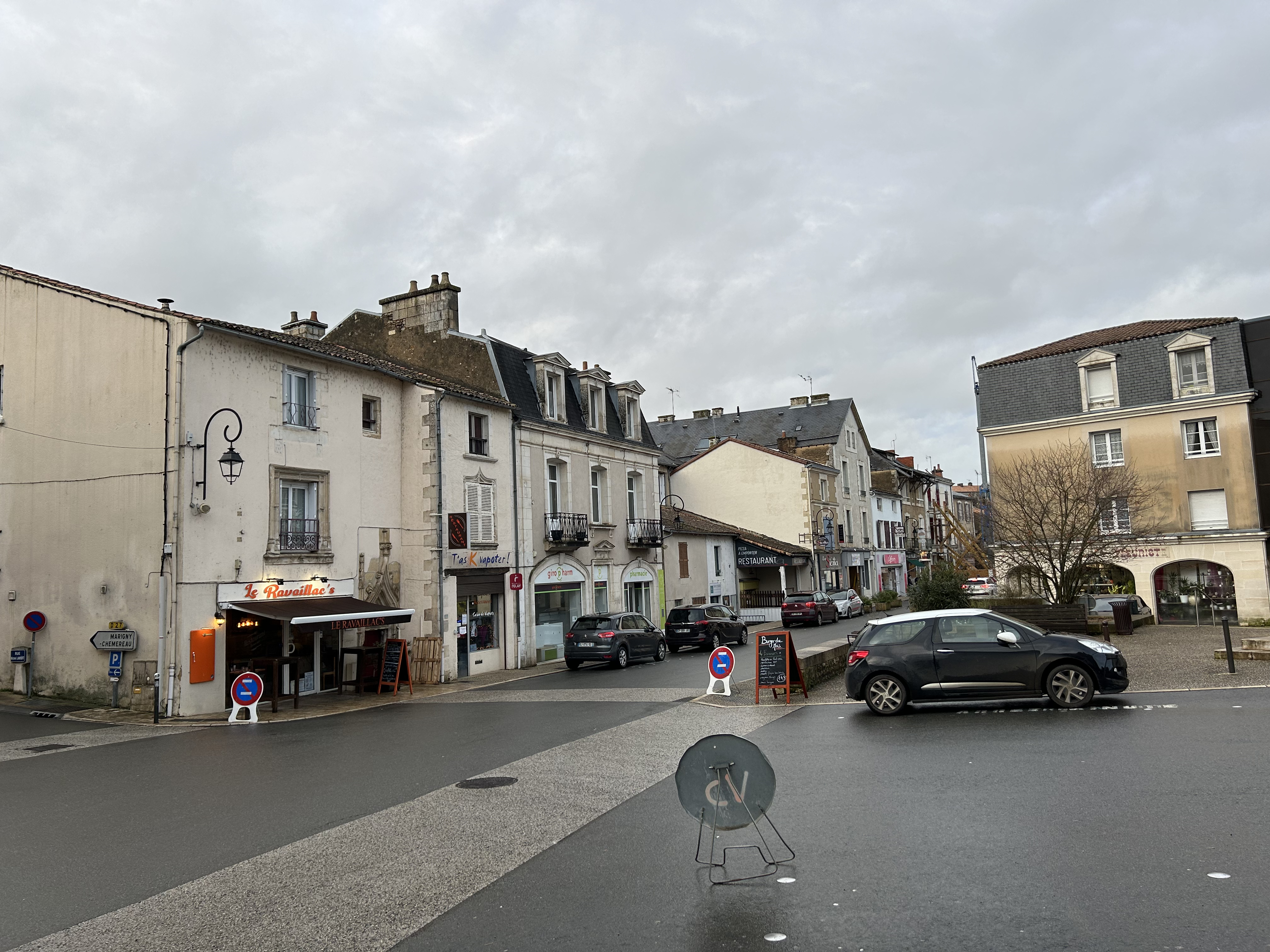
格朗德街

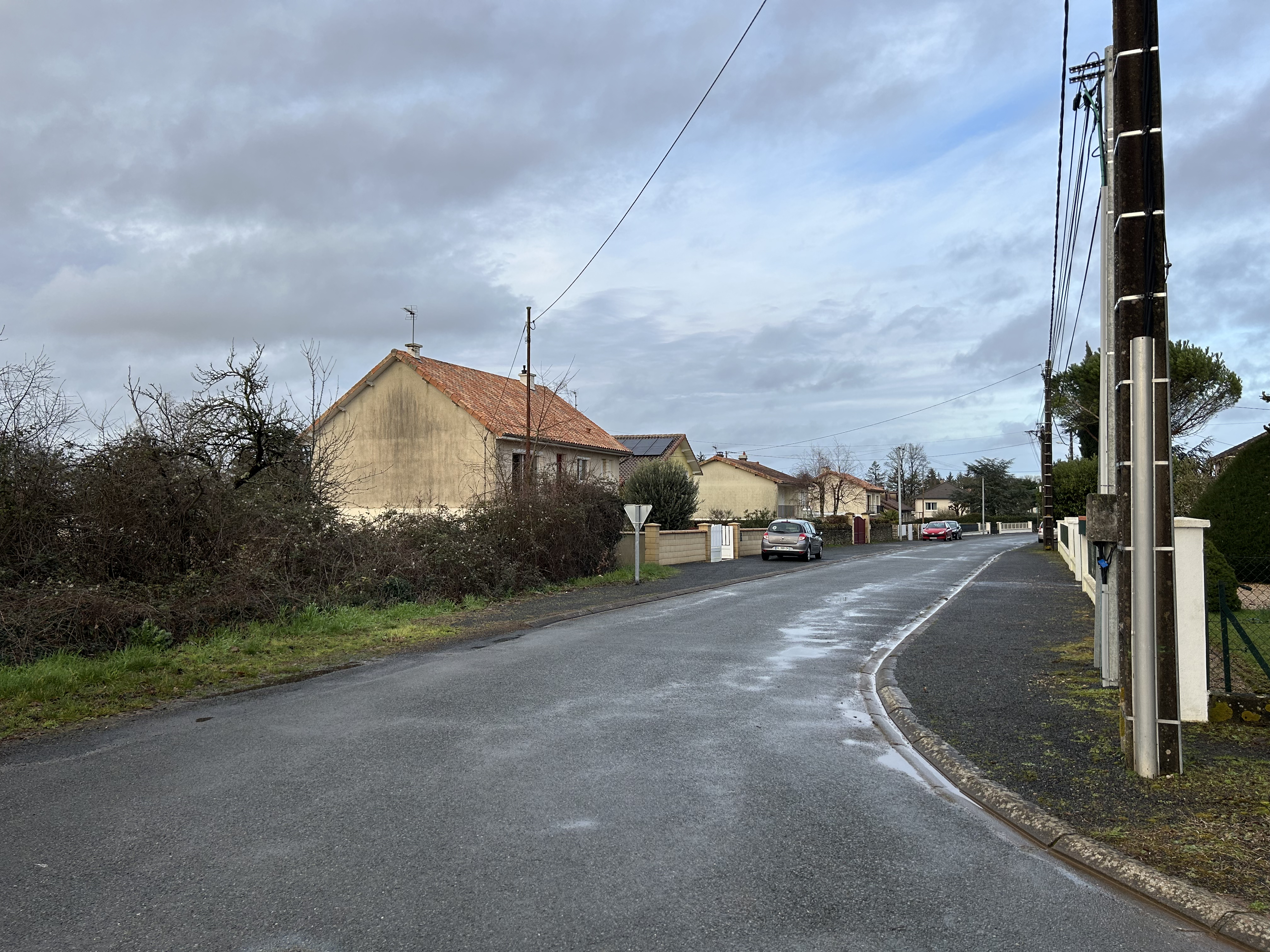
圣乔治街区的民居

### 教育
维沃讷属于普瓦捷学区。截至2021年1月1日，维沃讷境内共有1所幼儿园、2所小学和1所初级中学。2022至2023学年度，维沃讷境内共有在校中等教育阶段学生541名。

### 医疗
截至2021年1月1日，维沃讷境内共有全科医生6名、保健师5名、牙医2名、护士7名和助产士1名。境内共有药房2家、养老院2家、残疾人帮扶中心4家。
距离维沃讷最近的区域性医疗机构为普瓦捷大学中心医院，其主病区“米莱特里医院”（Hôpital de la Milétrie）位于普瓦捷市区东南部，距离维沃讷市区的正常车程约31分钟，该院设有床位1,766个，是维埃纳省规模最大的公立综合性医院。

### 住房
2020年，维沃讷境内共有各类住房1,915套，其中86.5%为独立式住宅，12.5%为集中式住宅。常住房屋占维沃讷市镇范围内居民建筑总量的89.4%。
在住房保障政策方面，2022年，维沃讷境内共有295户家庭获得了住房经济补助，受益人数占总人口数量的6.6%，其中282份为房租补助。

### 商业
2021年，维沃讷境内共有各类实体商铺97家，其中餐厅10家、大型超市2家、杂货店2家、面包房2家、肉铺2家、书店2家、装饰品店2家、银行门店1家、美容美发店6家、汽车维修店12家。维沃讷镇中心北侧建有一家Super U超市，市区西南部的国道N10线入口处建有一家Aldi超市。

### 体育
2021年，维沃讷境内共有2家游泳池、1间体育馆、1座综合体育场、2处网球场、1处足球或橄榄球场以及1处篮球或排球场。
截至2024年6月，维沃讷足球体育会（US Vivonne Football，编号507041）是维沃讷境内唯一的一家注册足球俱乐部，其主队2024至2025赛季参加维埃纳省足球联赛丙组（法国第十一级别），其主场为贝尔维球场（Stade Bellevue）。

### 环境
维沃讷的环境事务由其所属的克兰河谷市镇公共社区联合各级政府协调负责。2021年，维沃讷境内暂无污染企业。

### 治安
2021年，维沃讷市镇范围内有1处宪兵队。
维沃讷及其附近的共76个市镇是普瓦捷国家宪兵队（zone gendarmerie de Poitiers）的管辖范围。2020年，该宪兵队累计记录各类案件3,695起，其中盗窃类案件1,674起，经济类案件602起，毒品交易类案件194起。

## 文化

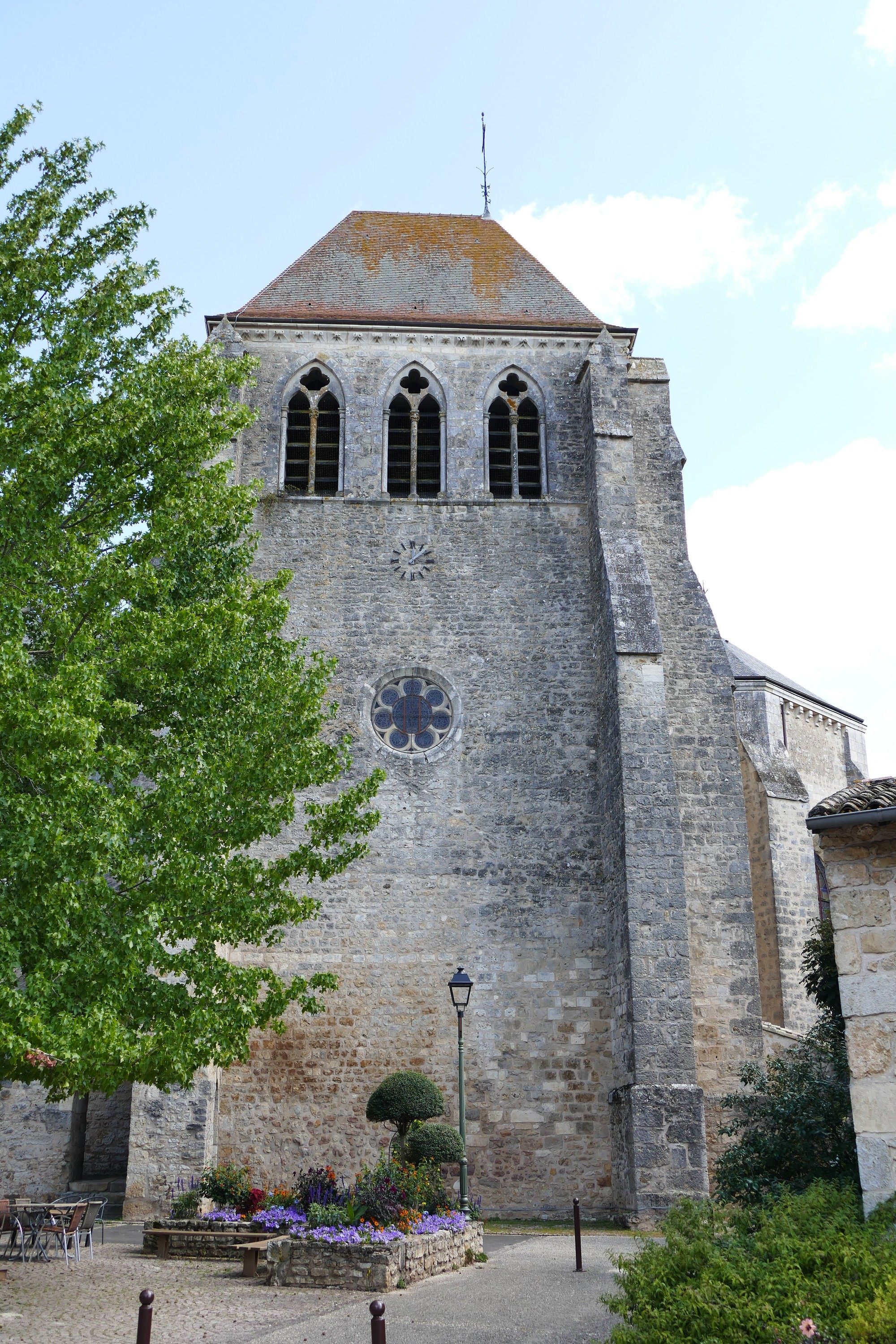
圣乔治教堂

2021年，维沃讷境内暂无任何文化设施。维沃讷境内建有多媒体中心（Médiathèque），每周二、三、五、六向公众开放。

### 建筑
维沃讷境内有多处历史建筑，其中圣乔治教堂、维沃讷修道院（Prieuré de Vivonne）等为法国国家文物保护单位。

### 旅游
维沃讷的旅游事务由其所属的克兰河谷市镇公共社区联合各级政府协调负责。2023年，维沃讷境内共有1家酒店共计30间房间；另有1个露营地，可容纳共75辆露营车。

### 媒体
法国主要的媒体均可在维沃讷接收，法国电视三台下属的新阿基坦大区频道在部分时段播出维沃讷所在维埃纳省的地方新闻。蓝色法兰西普瓦图广播、《维埃纳省中央报》、《中西部新共和国报》等是当地主要的地方性媒体。

## 友好城市
截至2024年6月，维沃讷共与两座城市建立了友好城市关系：
- 德国 洛拉
- 西班牙 迈利亚